# Constitution Party
Die Constitution Party (deutsch Verfassungspartei) ist eine paläokonservative politische Partei in den Vereinigten Staaten, die sich mit ihren politischen Positionen rechts der Republikanischen Partei positioniert.

## Geschichte
Die Partei wurde am 4./5. September 1992 als U.S. Taxpayers Party („US-Steuerzahler-Partei“) auf einer nationalen Versammlung in New Orleans gegründet. Die Gründung war eine direkte Reaktion auf das 1988 auf der Republican National Convention vom damaligen Präsidentschaftskandidaten George H. W. Bush ausgesprochene Wahlversprechen Read my lips: no new taxes („Nehmt mich beim Wort: keine neuen Steuern“). Dieses Wahlversprechen konnte Bush als Präsident jedoch nicht einhalten und im Jahr 1991 gab es eine Steuererhöhung, die dazu führte, dass Bushs Popularität rapide sank. In diesem Kontext kam es zur Parteigründung.
Ihre Mitglieder bestehen hauptsächlich aus traditionellen Konservativen. 1995 wurde die Partei durch die Federal Election Commission als nationale Partei anerkannt. 1999 wurde sie in Constitution Party umbenannt. In einigen US-Bundesstaaten tritt die Partei allerdings auch unter anderen Namen an: in Michigan unter dem Namen U.S. Taxpayers Party, in Connecticut als Concerned Citizens Party („Besorgte-Bürger-Partei“), in Kalifornien als American Independent Party (gegründet 1967, „Amerikanische Unabhängige Partei“) und in Nevada als Independent American Party („Unabhängige Amerikanische Partei“). Bei den registrierten Wählern, die auch die Partei wählen, rangiert die Constitution Party an dritter Stelle. Die meisten ihrer Wähler kommen aus den Bundesstaaten Kalifornien und Nevada.
Die Partei hat einige profilierte Mitglieder. Im Präsidentschaftswahlkampf 1996 drohte Pat Buchanan, für die U.S. Taxpayers Party zu kandidieren, wenn der Republikaner Bob Dole mit einem Befürworter von Pro-Choice als Running Mate antreten würde. Dole entschied sich schließlich mit Jack Kemp, einem Befürworter von Pro-Life, anzutreten und erhielt dafür Buchanans Unterstützung. Die Constitution Party diskutierte des Weiteren einen Zusammenschluss mit einigen „Drittparteien“ wie der Reform Party, der Independent American Party, der American Independent Party und der America First Party. Ein möglicher Zusammenschluss wird auch heute noch verhandelt, aber der Prozess geht nur langsam voran. Alle der genannten Parteien, mit Ausnahme der Reform Party, unterstützten Michael Peroutka als ihren Präsidentschaftskandidaten bei der Wahl von 2004.
Bei den Präsidentschaftswahlen 2004 konnte sie als einzige der Drittparteien ihren Stimmenanteil erhöhen. Ihr Ergebnis verbesserte sich seit der Wahl von 2000 um nahezu 40 Prozent. Einer weiteren Steigerung bei den Wahlen von 2008 folgte 2012 ein deutlicher Rückgang des Stimmenanteils.

## Programmatik
Die Constitution Party hält daran fest, dass die Republikaner und Demokraten durch ihre starke Stellung korrupt geworden seien. Die Constitution Party erklärt in ihrem Parteiprogramm, dass die US-amerikanischen Gesetze ihren Ursprung in der Bibel hätten. Moralische und persönliche Werte spielen eine große Rolle, die Einstellung zu Homosexualität und Schwangerschaftsabbruch ist ablehnend. Die Partei will eine größere Bedeutung der christlichen Religion im US-amerikanischen Leben.
Angestrebt wird eine Beschränkung der Rolle der Zentralregierung. Staatliche Fürsorge, bürokratische Regulierung und die Immigration sollen eingeschränkt werden. Die Constitution Party steht außerdem für die Schaffung eines anderen, in ihren Augen fairen Steuersystems. Ihre Führer gehören zu den Vertretern, die die meisten Formen der Bundessteuern, besonders die Einkommensteuer, abschaffen wollen. Sie sehen viele Ausgaben des Staates (z. B. für Gesundheitsversorgung, Bildung, Wohlfahrt) als nach dem 10. Verfassungszusatz verfassungswidrig an.
Die Partei unterstützt die Tilgung der Staatsschulden durch eine systematische Eliminierung der Schuldenerhöhung und verfassungswidrigen Programme und Ämter wie dem Bildungsministerium, dem Internal Revenue Service und dem US-Gesundheitsministerium. Sie lehnen Entwicklungshilfe strikt ab und fordern den Rückzug der Vereinigten Staaten aus internationalen Organisationen wie der Weltbank und dem Internationalen Währungsfonds.
Außenpolitisch sollen sich die USA stark zurückhalten. Die Partei vertritt die Reduzierung und schließlich die Eliminierung der Rolle der Vereinigten Staaten in multinationalen und internationalen Organisationen wie den Vereinten Nationen und befürworten die Aufkündigung der meisten Abkommen. Des Weiteren sollen sich die USA damit zurückhalten, Bündnisse mit anderen Nationen zu schließen.
Sie fordern eine Neuausrichtung der Einwanderungspolitik. Mögliche Einwanderer sollen von der Einreise in die USA ausgeschlossen werden, wenn deren Gesundheitszustand, kriminelle Vergangenheit oder finanzielle Situation eine Belastung für die Vereinigten Staaten, die Bundesstaaten oder die Bürger darstellen würde. Außerdem ist die Partei gegen die Bereitstellung von Subventionen für illegale Einwanderer und gegen die Gewährung der amerikanischen Staatsbürgerschaft für Kinder, deren Eltern sich illegal im Land aufhalten. Um die Einreise von illegalen Immigranten zu verhindern, soll nach dem Willen der Partei die Armee eingesetzt werden dürfen.

## Kontroverse

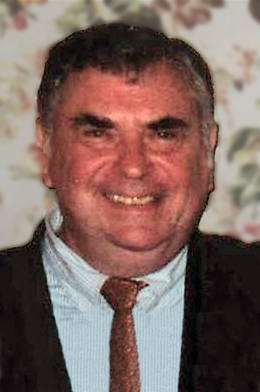
Parteigründer Howard Phillips

Nach der Nationalversammlung der Partei 1992 in New Orleans wurde bekannt, dass der Veranstalter dieser Versammlung, Michael Skaggs, vom Präsidentschaftskandidaten und Gründer der Partei, Howard Phillips, entlassen worden war, weil er dort nicht für Howard als Präsidentschaftskandidaten gestimmt hatte. Skaggs, der auch Delegierter für den District of Columbia war, wusste nicht, dass eine Stimmabgabe zugunsten Phillips’ eine Voraussetzung für seine Tätigkeit war. Skaggs klagte gegen die ungerechtfertigte Entlassung und bekam Recht. Phillips hat bisher kein Fehlverhalten eingestanden und auch keine Verantwortung dafür übernommen.

## Wahlergebnisse
Rick Jore zog mit 2,210 (56,2 %) Stimmen 2006 ins Repräsentantenhaus von Montana ein, nachdem er 2004 mit nur einer Wählerstimme Rückstand knapp gescheitert war.
In Pennsylvania erhielt Jim Clymer im Senatswahlkampf 2004 220,056 (3,96 %) Stimmen im Kampf gegen den amtierenden US-Senator Arlen Specter.

## Wahlergebnisse bei Präsidentschaftswahlen
| Wahl | Präsidentschaftskandidat und Vize                      | Stimmen | Prozent |
| ---- | ------------------------------------------------------ | ------- | ------- |
| 1992 | Howard Phillips und Albion W. Knight, Jr.              | 43.398  | 0,04 %  |
| 1996 | Howard Phillips und Herbert Titus                      | 184.656 | 0,19 %  |
| 2000 | Howard Phillips und Curtis Frazier (für Joseph Sobran) | 98.020  | 0,09 %  |
| 2004 | Michael Peroutka und Chuck Baldwin                     | 143.630 | 0,12 %  |
| 2008 | Chuck Baldwin und Darrell Castle                       | 199.314 | 0,15 %  |
| 2012 | Virgil Goode und Jim Clymer                            | 122.001 | 0,09 %  |
| 2016 | Darrell Castle und Scott N. Bradley                    | 203.090 | 0,15 %  |
| 2020 | Don Blankenship und William Mohr                       | 60.080  | 0,04 %  |